# Florence Rionnet
Florence Rionnet, née le 24 août 1971 à Guérande, est une historienne de l'art française. 
Elle est spécialiste de la sculpture du XIXe siècle et, plus particulièrement, de la sculpture sérielle et des bronzes d'édition. Conservateur des musées de Dinard puis de Dinan, elle a assuré le commissariat de nombreuses expositions temporaires. Elle est actuellement directrice-adjointe du musée des Beaux-Arts de Quimper.

## Biographie
Florence Rionnet, docteur en histoire de l'art (Université de Paris-IV Panthéon-Sorbonne) et diplômée de l’École du Louvre, a travaillé de 1991 à 1998 comme vacataire à la section sculptures du Musée d'Orsay à Paris.
Elle a entamé en 1993 des recherches sur l'histoire de l'Atelier de moulage du musée du Louvre (1794-1928) qui ont donné lieu en 1996 à la publication d'un ouvrage de la collection « Notes et Documents des musées de France » de la Réunion des musées nationaux. Ce travail, qui amorçait une réflexion sur la sculpture sérielle et l'histoire du goût au XIXe siècle et au début du XXe, a trouvé son prolongement dans une thèse de doctorat (sous la direction de Bruno Foucart) sur Le Rôle de la Maison Barbedienne (1834-1954) dans la diffusion de la sculpture aux XIXe et XXe siècles. Considérations sur les bronzes d’édition et l’histoire du goût soutenue en 2006 et qui a reçu le Prix du Musée d'Orsay en 2007. Cette recherche a donné lieu à une première publication centrée sur la correspondance échangée entre les artistes et la Maison Barbedienne parue aux Éditions du CTHS (Comité des travaux historiques et scientifiques) en 2008,. La thèse dans son intégralité a été publiée en octobre 2016 aux Éditions Arthena sous le titre Les Bronzes Barbedienne, l'œuvre d'une dynastie de fondeurs.
Cet attrait pour l'histoire du goût l'a également conduite à s'intéresser au phénomène du japonisme et c'est à ce titre qu'elle a été à l'initiative de l'année « Bretagne-Japon » qui s'est tenue dans plusieurs musées et institutions culturelles de la région Bretagne en 2012.
Parallèlement à ses recherches universitaires qui ont donné lieu à des articles et à des communications, Florence Rionnet a assuré le commissariat scientifique de nombreuses expositions temporaires parmi lesquelles Picasso à Dinard (Dinard, 1999), Pierre de Breizh, le sculpteur Armel Beaufils (Dinard, 2001), Braque, la poétique de l'objet (Dinan, 2006), Les nuits de Toulouse-Lautrec (Dinan, 2007), Clemenceau et les artistes modernes, Manet, Monet, Rodin… (Historial de la Vendée, 2013) ou A bicyclette ! (Historial de la Vendée, 2018)
Florence Rionnet a été conservateur des musées de Dinard (1999-2002) puis de Dinan (2005-2010). Elle a travaillé à la préfiguration de la Cité de l'architecture et du patrimoine à Paris (2003-2004). De 2010 à 2020 elle a été tour à tour responsable des grands projets puis de la programmation - conception des expositions au Conseil départemental de la Vendée. Elle est actuellement directrice-adjointe/conservatrice au musée des Beaux-Arts de Quimper.

## Commissariats d'expositions
- Picasso à Dinard, Dinard, Palais des Arts, 19 juin – 19 sept. 1999 (BNF 37109198)
- Jules Verne à Dinard : visionnaire et universel, Dinard, Palais des Arts, 24 juin – 24 sept. 2000 (BNF 40667834)
- Pierres de Breizh, le sculpteur Armel Beaufils (1882-1952), Dinard, musée / Villa Eugénie, 24 fév. – 30 sept. 2001 (BNF 38887461)
- Lucien Jonas (1880-1947), le bonheur simple, Dinard, musée / Villa Eugénie, 2 fév. – 18 août 2002
- Botero à Dinard, Dinard, Palais des Arts, 5 juil. – 23 sept. 2002  (ISBN 2-7022-0682-4)
- Lire la ville. Dinard, architecture et urbanisme, Dinard, musée / Villa Eugénie, 22 nov. 2002 – 9 mars 2003
- Métiers de mer / métiers de terre, Dinan, Maison d’artiste de La Grande Vigne, 20 mai – 30 sept. 2005
- Camille Claudel, entre ombre et lumière, Dinan, CREC, 11 juin – 25 sept. 2005 (BNF 40116028)
- Symboles et croyances, Dinan, Château-musée, 15 juil. – 18 sept. 2005
- Le trait en suspens, Dinan, Maison d’artiste de La Grande Vigne, 20 mai – 30 sept. 2006
- Braque-la poétique de l’objet, Dinan, CREC, 8 juil. – 1er oct. 2006  (ISBN 88-7624-893-5)
- État des lieux, photographies de Didier Goupy, Dinan, Château-musée, 11 juil. – 27 août 2006
- Yvonne Jean-Haffen, les années Art Déco (1925-1935), Dinan, Maison d’artiste de La Grande Vigne, 19 mai-30 sept. 2007
- Les Nuits de Toulouse-Lautrec, de la scène aux boudoirs, Dinan, CREC, 7 juil.-30 sept. 2007  (ISBN 978-2-7572-0106-0)
- Parti-plis, pans de peinture de Philippe Guesdon, Dinan, Château-musée, 6 juin-23 sept. 2007
- Yvonne Jean-Haffen, le regard naturaliste, Dinan, Maison d’artiste de La Grande Vigne, 16 mai-28 sept. 2008
- Collection de passions / Passion de collections, Arp, Brauner, Dubuffet, Ernst, Giacometti (et les autres), [la collection d’Anne Gruner Schlumberger, Les Treilles], Dinan, CREC, 12 juil. – 28 sept. 2008  (ISBN 978-2-9525363-2-5)
- Marie Goussé. Dépouilles délicieuses, Dinan, Château-musée, 4 juin -21 sept.2008
- Clemenceau et les artistes modernes, Manet, Monet, Rodin..., exposition labellisée d’intérêt national au titre de l’année 2013, Les Lucs-sur-Boulogne, Historial de la Vendée, 8 déc. -2 mars 2013  (ISBN 9782757207383) [8]
- A bicyclette !, Les Lucs-sur-Boulogne, Historial de la Vendée, 18 mai - 26 août 2018  (ISBN 9788836638628)

## Publications

### Ouvrages
- L’Atelier de moulage du musée du Louvre (1794-1928), Paris, RMN, coll. « Notes et Documents des musées de France » (no 28), avril 1996, 429 p. (publié sur les crédits de recherche du Ministère de la Culture) (illustré) (ISBN 2-7118-3368-2)
- Pierres de Breizh, le sculpteur Armel Beaufils (1882-1952), cat. exp. Dinard, musée / Villa Eugénie, 24 fév. – 30 sept. 2001, Ville de Dinard, 2001, 34 pages (illustré) (BNF 38887461)
- La Maison Barbedienne : Correspondances d’artistes, Paris, CTHS, coll. « format » (no 65), mai 2008, 384 p. (ISBN 978-2-7355-0666-8, présentation en ligne)
- Les Bronzes Barbedienne, l'œuvre d'une dynastie de fondeurs, Paris, éditions Arthena, octobre 2016, 572 p., plus de 1300 illustrations  (ISBN 978-2-903239-58-9)

### Articles
- « Un instrument de propagande artistique : l’Atelier de moulage du Louvre », La Revue de l'Art, no 104,‎ 1994, p. 49-50 (lire en ligne)
- Le Patrimoine du Parlement, ouvrage collectif (rédaction de 70 notices sur les sculptures conservées à l’Assemblée nationale), Charenton, Flohic éditions, 1996  (ISBN 2-84234-013-2)
- « Œuvres acceptées ou refusées au Salon de 1833 à 1879 », Auguste Préault, sculpteur romantique (1809-1879), ouvrage collectif, Paris, coédition Gallimard et RMN, 1997, p. 244-245  (ISBN 2-07-011523-2)
- « La fascination de Rubens », Beaux-Arts Magazine, numéro spécial exp. Paris – Bruxelles / Bruxelles – Paris, mars 1997
- « A la croisée des chemins : une exposition méconnue, Picasso à Dinard en 1901 » ; « Le premier séjour de Picasso à Dinard, été 1922 » en collaboration avec John Richardson ; « Les lieux de résidence de Picasso à Dinard » ; « Repères biographiques », Picasso à Dinard, cat. exp. Dinard, Palais des Arts, 19 juin – 19 sept. 1999, Ville de Dinard, 1999, p. 23-31, p. 33-41, p. 89-93, p. 94-95 (BNF 37109198)
- « L’Atelier de moulage du Louvre, 1794-1928 », Actes des rencontres internationales sur les moulages, Montpellier, éditions de l’Université de Montpellier-III, 1999, p. 121-125
- « L’Atelier de moulage du musée Napoléon », cat. exp. Dominique Vivant-Denon – L’œil de Napoléon, Paris, musée du Louvre (23 oct. 1999 – 17 janv. 2000), Paris, RMN, 1999, p. 188  (ISBN 2-7118-3958-3)
- « Jules Verne en Pays de Dinard » en collaboration avec Marie-France Faudi, « Jules Verne et les artistes » en collaboration avec Piero Gondolo della Riva, Jules Verne à Dinard : visionnaire et universel, cat. exp. Dinard, Palais des Arts, 24 juin – 24 sept. 2000, Ville de Dinard, 2000, p. 27-33, p. 35-41 (BNF 40667834)
- « Goupil et Gérôme : regards croisés sur l’édition sculptée », cat. exp. Gérôme & Goupil, art et entreprise, Bordeaux, musée Goupil (12 oct. 2000 – 14 janv. 2001), New York (Dahesh Museum, 6 fév. – 5 mai 2001), Pittsburgh (Frick Art and Historical Center, 7 juin – 12 août 2001), Paris, RMN, oct. 2000, p. 44-53 (édition en français et en anglais) (ISBN 2-7118-4003-4)
- « Cession des modèles de Camille Claudel édités par Eugène Blot à Leblanc-Barbedienne », Camille Claudel, catalogue raisonné établi par Bruno Gaudichon, Anne Rivière et Danielle Ghanassia, Paris, Adam Biro, 3e édition augmentée, 2001, p. 365-366  (ISBN 2-87660-325-X)
- « Musée de Dinard. Ouessantine d’Armel Beaufils », rubrique "Le choix du conservateur", Le Journal des Arts, 22 nov. 2002 (illustré)
- « Barbedienne ou la fortune de la sculpture au XIXe siècle », Bulletin de la Société de l’Histoire de l’Art français, année 2001, 2002, p. 301-324
- « Des Tanagras de pacotille », cat. exp. Tanagra, Paris, musée du Louvre (19 sept. 2003 – 5 janv. 2004), Paris, RMN, sept. 2003, p. 44-45
- « Barbedienne et la naissance de l’art industriel », Connaissance des Arts, no 613, février 2004, p. 84-89
- « La Maison Barbedienne ou l’alliance réussie de l’art et de l’industrie", Le goût de l’antique, collection d’un amateur, cat. vente Sotheby’s France, 29 avril 2004, p. 6-7
- « Camille Claudel, entre ombre et lumière », Le Pays de Dinan, tome XXV, 2005, p. 27-37
- « Braque, la poétique de l’objet » en collaboration avec Caroline Messensee, Braque – la poétique de l’objet, cat. exp. Dinan, CREC, 8 juil. – 1er oct. 2006, Ville de Dinan / Skira, juin 2006, p. 11-16  (ISBN 88-7624-893-5)
- « Présentation générale », Les Nuits de Toulouse-Lautrec, cat. exp. Dinan, CREC, 7 juil. – 30 sept. 2007, Ville de Dinan / Éditions d’art Somogy, juin 2007, p. 8-15  (ISBN 978-2-7572-0106-0)
- « La Joie par les œuvres », Collection de passions / Passion de collections, Arp, Brauner, Dubuffet, Ernst, Giacometti (et les autres), cat. exp. Dinan, CREC, 12 juil. – 28 sept. 2008, Fondation des Treilles / Ville de Dinan, juillet 2008, p. 34-35  (ISBN 978-2-9525363-2-5)
- « L'éditeur et le sculpteur : amis des bons et des mauvais jours », La Sculpture au XIXème siècle. Mélanges pour Anne Pingeot, Paris, Nicolas Chaudun, 2008, p. 258-262
- « Les multiples en sculpture face à l’originalité », actes du colloque De main de maître. L’artiste et le faux, Paris, musée du Louvre en collaboration avec France-Culture, 29 – 30 avril 2004, Paris, Hazan / Musée du Louvre éditions, 2009, p. 133-156  (ISBN 978-2-7541-0296-4)
- « Bio-chronologie », cat. exp. Félicie de Fauveau, l’Amazone de la sculpture, Paris, co-édition M’O-Gallimard, 2013, p. 307-317  (ISBN 978-2-07-014008-4)
- « L'écriture en images. Regard sur les livres illustrés de Clemenceau », Clemenceau et les artistes modernes, Manet, Monet, Rodin…, Paris, co-édition Conseil Général de la Vendée – Somogy éditions d’art, 2013, p. 130-137  (ISBN 9782757207383)
- « Le critique critiqué. Clemenceau et l’art moderne », Clemenceau, le Tigre et l’Asie, hors-série exposition, L’Objet d’art, no 74, 2014, p. 22-27  (ISSN 0998-8041)
- « Clemenceau face à l’art moderne, « … dans le cycle immense des soleils »», Clemenceau, le Tigre et l’Asie, Paris, co-édition Mnaag-Snoeck éditions, 2014, p. 294-301  (ISBN 978-94-616-1133-8)
- « Clemenceau et la sculpture : « je souhaiterais voir aux carrefours nos pierres clamer la gloire des héros… »», Clemenceau et les arts, actes du colloque des 20-21 mars 2014, co-édition du Conseil Départemental de la Vendée-Mnaag-CVRH, 2015, p. 25-42  (ISBN 978-2-911253-70-6).
- « Vélos pluriels et histoire partagée » ; « Vélo "futile", vélo "utile" : les mille et un usages du deux-roues » ; « Ode à la femme en culotte » ; « Le Cyclotourisme vendéen : vivre l'aventure à vélo » ; « Jarry par Zadkine ou l'éloge du vélo... en sculpture ! » ; « Hommage à Pierre Barouh, parolier d' "A bicyclette" » ; « D'un seul trait... le vélo comme épure de l'art moderne » ; « Tous en selle ! » ; « Cycles en mouvement » ; « En piste ! » ; « Entre Romains et Sabines, la bicyclette anachronique de Picasso » ; « La Vendée et le Tour de France », A bicyclette !, Milan, co-édition Conseil départemental de la Vendée - Silvana Editore, 2018, p. 8-13, 34-45, 52-53, 62-63, 67, 68-87, 108-110  (ISBN 9788836638628)
- « Jeux d’échelles, jeux de matières, multiple… La sculpture d’édition sur la sellette », Sculptures, n°6, 2019, Diffuser la sculpture, PURH, 2019, p. 13-25  (ISBN 979-10-240-1362-6)[9]
- « " Une volonté en action " : Clemenceau peint par Raffaëlli », L’Année Clemenceau, n°3, Paris, CNRS Editions, 2019, p. 85-96  (ISBN 978-2-271-12963-5)[10]
- « ʺ Vous êtes un marbre habité par une étoile ", Judith Gautier, muse inspiratrice et femme sculpteur », actes du colloque international Judith Gautier (1845-1917), le centenaire, Université de Paris-Panthéon-Sorbonne, 16-17 novembre 2017, Rennes, PUR, 2019, p. 305-323  (ISBN 978-2-7535-7874-6)[11]